# Elena Asins
Elena Asíns (Madrid, 1940 – Azpíroz, 14 dicembre 2015) è stata una pittrice e critica d'arte spagnola.

## Biografia
Formatasi a Parigi e a Stoccarda, basò la sua ricerca artistica sul linguaggio dei numeri e sulla relazione fra arte, materia e matematica. Nell'ottobre del 2006 fu premiata con la Medaglia d'oro al Merito nelle Belle Arti.
Artista astratta, suoi lavori sono presenti al Museo Reina Sofia di Madrid e al Museo di belle arti di Bilbao.